# Insania
Insania to zespół muzyczny ze Szwecji grający power metal, założony w 1992 w Sztokholmie.

## Życiorys
Insania została założona w 1992 przez dwóch muzyków ze Sztokholmu - Mikko Korsbäck (perkusja) i Henrik Juhano (gitara). Ich celem było tworzenie i granie muzyki w stylu Helloween, Gamma Ray i Blind Guardian. Henrik grał wcześniej w różnych garażowych zespołach. Do zespołu dołączył basista Tomas Stolt, który wkrótce go na jakiś czas opuścił by grać gdzie indziej, ale wrócił w 1996 i jest w zespole do dzisiaj. Drugim gitarzystą w zespole został Niklas Dahlin, którego Mikko znał ze szkoły. Skład zespołu stał się kompletny gdy dołączyli klawiszowiec Patrik Västilä i wokalista David Henriksson pochodzący z północnych części Szwecji (wcześniej śpiewał Mikko, ale wolał skoncentrować się na perkusji).
Zespół wydał dwa dema, a następnie w 1999 pierwszy album World of Ice. Rok później wydali Sunrise In Riverland. Album został nagrany w Finnvox Studios, z producentem Mikko Karmila. Po wydaniu płyty odbyło się wiele koncertów w Szwecji.
W ciągu lat w zespole było wiele zmian członków. W 2001, po krótkej trasie koncertowej z Saxon, David Henriksson z powodu straty motywacji zdecydował się na opuszczenie zespołu i powrót do swojego rodzinnego miasta w północnej Szwecji. Po krótkim poszukiwaniu zespół znalazł nowego utalentowanego wokalistę Ola Halén z Nacka. Zespół zaczął nagrania trzeciego albumu. I tym razem producentem był Mikko Karmila. Album Fantasy - A New Dimension został wydany w lutym 2003 - prawie pół roku po nagraniach.
Pod koniec 2002 klawiszowiec Patrik Västilä oznajmił, że chce odejść z zespołu i zająć się nauką. Zespół znalazł nowego klawiszowca Dimitri Keiski, został on zarekomendowany przez Ola Halén, który znał go wcześniej. Wkrótce po tym oboje gitarzystów Henrik Juhano i Niklas Dahlin opuściło zespół z powodów osobistych. Ich miejsce zajął Peter Östros z Haninge. Zdecydowano na kontynuowanie z tylko jednym gitarzystą, by dać więcej miejsca dla klawiszy. Pomiędzy grudniem 2003 a styczniem 2004 zostało nagrane nowe demo z czterema utworami, pokazujące umiejętności nowego składu zespołu.
W lecie 2005 zespół podpisał umowę ze szwedzką wytwórnią Black Lodge (Sound Pollution). Aktualnie tworzą nową płytę, którą wydadzą na wiosnę 2006.

## Członkowie zespołu
- Ola Halén - śpiew
- Peter Östros - gitara
- Tomas Stolt - gitara basowa
- Dimitri Keiski - instrumenty klawiszowe i śpiew towarzyszący
- Mikko Korsbäck - perkusja

## Byli członkowie
- David Henriksson - śpiew
- Henrik Juhano - gitara
- Niklas Dahlin - gitara
- Patrik Västilä - instrumenty klawiszowe

## Dyskografia
- World Of Ice (1999)
- Sunrise In Riverland (2001)
- Fantasy - A New Dimension (2003)
- Agony - Gift of Life (2006)